# Fladungen

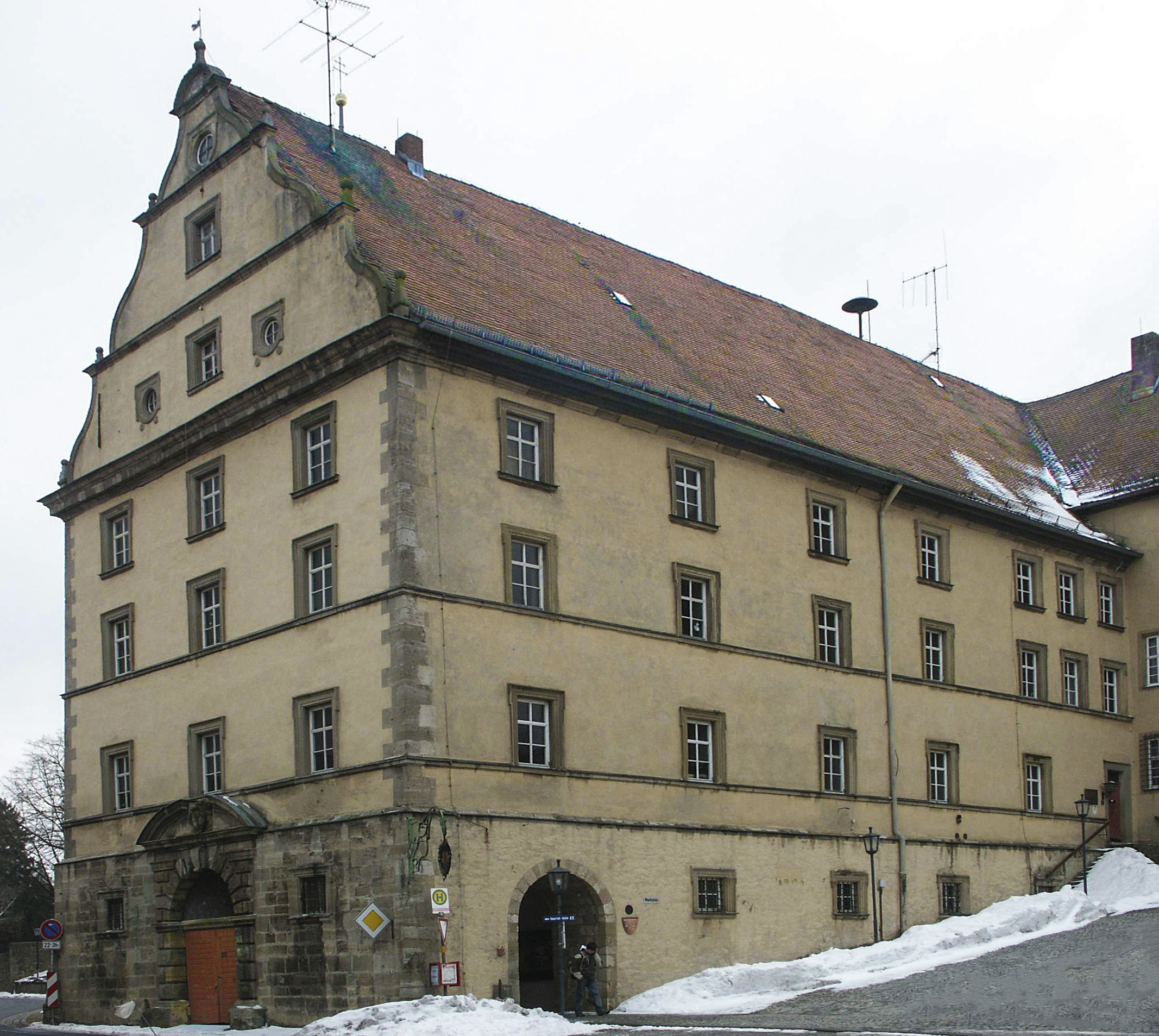
Fladungen

Fladungen este un oraș din Franconia Inferioară, landul Bavaria, Germania.